# Сєнін Іван Семенович
Іва́н Семенович Сє́нін  (13 (26) грудня 1903 , Бахмутський повіт, Катеринославська губернія  — липень 1981 , Київ ) — радянський партійний і державний діяч, 1-й заступник голови Ради Міністрів УРСР, інженер. Депутат Верховної Ради УРСР 2—6-го скликань. Член Центрального Комітету КПУ в 1940—1966 р. Член Політбюро ЦК КПУ в січні 1949 — квітні 1965 року. Депутат Верховної Ради СРСР 2—6-го скликань. Кандидат у члени Центрального Комітету КПРС у 1956—1961 р. Член Центрального Комітету КПРС у 1961—1966 роках.

## Біографія
Народився 13 (26) грудня 1903 року на Донбасі в родині робітника шахти № 18 Петровського рудника (тепер у складі міста Донецька). Закінчив рудничну школу. У 1917 році поступив на шахту № 19 Рутченківського рудника на Донбасі, де протягом чотирьох років працював лампоносом, плитовим та коногоном.
Член РКП(б) з лютого 1920 року. У 1920 році вступив також до комсомолу.
У 1921—1922 роках — секретар Рутченківського кущового комітету комсомолу на Донбасі.
Восени 1922 року розпочав навчання на робітничому факультеті при Донецькому технікумі імені Артема. Після закінчення робітфаку навчався у Київському політехнічному інституті, який закінчив у 1930 році. Тоді ж вступив до аспірантури, згодом спеціалізувався в Колумбійському університеті в Нью-Йорку.
З 1931 року — головний інженер Київського заводу «Червоний гумовик».
У 1932 — 1938 роках — директор, старший інженер Київського заводу «Укркабель».
У травні 1938 — 13 травня 1939 року — заступник народного комісара легкої промисловості УРСР.
13 травня 1939 — травні 1940 року — народний комісар легкої промисловості Української РСР.

Могила Івана Сєніна

28 травня 1940 — 1942 року — заступник голови Ради народних комісарів Української РСР. Під час німецько-радянської війни керував оперативною групою із промисловості Військової ради Південно-Західного фронту.
У грудні 1942 — 1943 року — завідувач сектору Управління кадрів ЦК ВКП(б).
У 1943 — 10 вересня 1953 року — заступник голови Ради народних комісарів — Ради міністрів Української РСР.
Одночасно 25 травня — 10 вересня 1953 року — міністр місцевої і паливної промисловості Української РСР.
10 вересня 1953 — 1 квітня 1965 року — 1-й заступник голови Ради міністрів Української РСР.
Одночасно 20 травня 1957 — 17 квітня 1959 року — голова Держплану Української РСР.
З травня 1965 до червня 1966 року — радник при Раді міністрів Української РСР. Потім — на пенсії в місті Києві.
Як член делегації УРСР, брав участь у 1945 році в установчій конференції ООН в Сан-Франциско,
1947 року — підписав у Парижі від імені уряду УРСР мирові договори з Італією, Фінляндією, Болгарією, Румунією та Угорщиною.
Помер у липні 1981 року. Похований в Києві на Байковому кладовищі.

## Нагороди
- п'ять орденів Леніна (14.09.1945, 23.01.1948, 25.12.1953, 26.02.1958, 25.12.1963)
- орден Трудового Червоного Прапора (1940)
- медаль «Партизанові Вітчизняної війни» І ст.
- медаль «За перемогу над Німеччиною у Великій Вітчизняній війні 1941—1945 рр.» (1945)
- медаль «За доблесну працю. В ознаменування 100-річчя з дня народження Володимира Ілліча Леніна» (1970)
- медалі
- Почесна грамота Президії Верховної Ради Української РСР (1.04.1965)